# ウー・チャイルド
「ウー・チャイルド」（O-o-h Child）は、シカゴのファミリー・グループ、ファイヴ・ステアステップスが1970年に発表したシングル。
ローリング・ストーンの選ぶオールタイム・グレイテスト・ソング500（2010年版）では402位にランクされている。

## 概要
ブッダ・レコードのプロデューサーであったスタン・ヴィンセントは息子のチャックのために「ウー・チャイルド」を書いた。1970年2月、グループはビートルズのカバーである「ディア・プルーデンス」のB面として発表。ところがフィラデルフィアやデトロイトを中心とする地域で本作品が強い人気を集め、途中でA面B面が入れ替わることとなった。スタン・ヴィンセントは編曲も担当。なお「ディア・プルーデンス」の編曲はトニー・ダヴィリオが行っている。
同年7月18日から7月25日にかけてビルボード・Hot 100で2週連続8位を記録した。また、ビルボードのHot R&B Singlesチャートで14位、キャッシュボックスで4位を記録しゴールドディスクに輝いた。ビルボードの1970年の年間チャートでは21位を記録した。
映画『テラビシアにかける橋』（2007年）ではズーイー・デシャネルが子供たちと合唱する。映画『ガーディアンズ・オブ・ギャラクシー』（2014年）の挿入歌として使用された。

## カバー・バージョン
- スピナーズ - 1970年のアルバム『2nd Time Around』に収録。
- ニーナ・シモン - 1971年のアルバム『ヒア・カムズ・ザ・サン』に収録。
- ダスティ・スプリングフィールド - 1972年のアルバム『See All Her Faces』のために録音されたが未収録。2001年に発売されたコンピレーション・アルバム『Love Songs』において初めて発表された。
- リッチー・ヘヴンス - 1974年のアルバム『Mixed Bag II』に収録。
- ヴァレリー・カーター - 1977年のアルバム『Just A Stone's Throw Away』に収録[6]。
- ダリル・ホール&ジョン・オーツ - 2004年のアルバム『Our Kind of Soul』に収録。
- ローラ・ニーロ - 1971年5月30日にフィルモア・イーストで行ったコンサートで、「タイマー」「アップ・オン・ザ・ルーフ」とのメドレーで演奏された。2002年に発売された『ゴナ・テイク・ア・ミラクル』のリマスター盤にボーナス・トラックとして収録された。2004年に発売された『Spread Your Wings And Fly: Live At The Fillmore East May 30, 1971』にも収録[7]。
- テレサ・カルピオ - 2009年のアルバム『Hello』に収録。
- アンジー・ストーン - 2016年のアルバム『Covered in Soul』に収録。
- リサ・ローブ - 2017年のアルバム『Lullaby Girl』に収録。
- カマシ・ワシントン - 2018年のアルバム『Heaven and Earth』に収録。